# Retour à la bien-aimée
Retour à la bien-aimée je francouzský hraný film z roku 1979, který režíroval Jean-François Adam podle vlastního scénáře. Snímek měl světovou premiéru 2. května 1979.

## Děj
Julien býval uznávaný koncertní pianista, ale nyní je bezvýznamným hudebníkem zlomený rozvodem. Jeho bývalá manželka Jeanne, do které zůstal zamilovaný, se znovu provdala za německého lékaře Stéphana Kerna. Jejich malý syn Thomas byl svěřen do péče Jeanne a v jejich rodinném domě si doktor Kern zřídil praxi. Ani po pěti letech se Julien nemůže smířit s touto situací. Aby se zbavil svého rivala a znovu získal lásku své bývalé manželky, vymyslí machiavelistické spiknutí. Lstí požádá jistého muže Kellera, aby se vyfotografoval s Jeanne a jejím manželem.
Jednoho dne pak Julien využije toho, že je dům prázdný a předstírá vloupání. V ložnici své bývalé ženy vezme šperky, do fotoalba vloží fotografii, na které je Keller s Jeanne a jejím manželem. V ordinaci vezme revolver a na psacím stroji napíše několik odjezdů vlaků a list si odnese.
Krátce nato požádá Kellera, kterému dal plán domu (nakreslený na listu, na kterém napsal jízdní řády vlaků), aby za ním v noci přišel do zahrady domu. Zde ho zastřelí doktorovým revolverem.
Zatímco policie pod vedením inspektora Corbina provádí vyšetřování, Jeanne požádá Juliena, aby přišel a strávil několik dní v domě, aby jí pomohl utěšit jejich malého syna, který je z této situace rozrušený.
V dusné a těžké atmosféře vzniká jakési ménage à trois. Pro doktora Kerna je pod jeho uhlazeným a dobře vychovaným vzhledem stále těžší skrývat svou nelibost vůči Julienovi.
Vyšetřování ale postupuje a obvinění proti doktoru Kernovi se hromadí, zejména strojopisný list, který měl Keller u sebe a o kterém znalecký posudek ukazuje, že byl napsán na doktorově psacím stroji, Kernův revolver, který Julien nechal v parku, a fotografie oběti s párem, kterou Julien vložil mezi ostatní do alba.
Vzhledem k těmto důkazům se Corbin rozhodne zatknout doktora Kerna. Po zatčení svého manžela se Jeanne ocitne sama tváří v tvář Julienovi. Po objevení fotografie pochopí Julienovu roli v této aféře. Inspektor Corbin však není přesvědčen o vině doktora Kerna a snaží se nalézt pravdu.

## Obsazení
| Isabelle Huppertová | Jeanne Kern      |
| Jacques Dutronc     | Julien           |
| Bruno Ganz          | Stéphane Kern    |
| Christian Rist      | Keller           |
| Jean-François Adam  | inspektor Corbin |
| Rodolphe Schacher   | Thomas           |
| Aline Bertrand      | Elise            |
| Axelle Bernard      | Isabelle         |
| Irina Grjebina      | učitelka tance   |
| Benoît Jacquot      | policista        |

## Ocenění
- César: nominace v kategorii nejlepší zvuk (Pierre Lenoir)